# Pour le pays de nos rêves
Por el País que soñamos (litt. « Pour le pays que nous rêvons »)  est un ancien parti politique colombien. Il a pris part aux Élections législatives colombiennes de 2006 (es), où il a obtenu 2 sièges de député pour la circonscription de Bogota (David Luna Sánchez et Simón Gaviria (es)) (aucun siège de sénateur).